# Velîka-Voloseanka, Starîi Sambir
Velîka-Voloseanka (în ucraineană Велика-Волосянка) este un sat în comuna Iasenîțea-Zamkova din raionul Starîi Sambir, regiunea Liov, Ucraina.

## Demografie
Componența lingvistică a localității Velîka-Voloseanka
     Ucraineană (98,83%)
     Rusă (1,17%)
Conform recensământului din 2001, majoritatea populației localității Velîka-Voloseanka era vorbitoare de ucraineană (98,83%), existând în minoritate și vorbitori de rusă (1,17%).